# Heubach (Reindlbach)
Der Heubach und der Stallauer Bach bilden nach ihrem Zusammenfluss den Reindlbach, einen rechten Zufluss zur Loisach in Oberbayern.
Der Heubach entsteht aus zahlreichen Gräben nördlich des Buchbergs. Er fließt weitgehend westwärts, nimmt zunächst das Wasser des Krebsbächls auf, im weiteren Verlauf noch den Abfluss des Buchner Weihers und vereinigt sich schließlich mit dem Stallauer Bach, um den Reindlbach zu bilden. 